# Cilicijska ciklama
Cilicijska ciklama (lat. Cyclamen cilicium) je vrsta biljke iz roda ciklama.

## Rasprostranjenost i stanište
Latinski naziv cilicium dobila je po antičkoj regiji Cilicija, koja se nalazila na području jugoistočne Turske. Živi u četinarskim šumama na nadmorskoj visini 700 – 2000 metara u području Taurskog gorja u južnoj Turskoj. Raste najčešće između stijena i oblutaka. 

## Opis
Zeleni listovi su srcolikog do ovalnog oblika, često prošarani srebrnom bojom. Dugi su 1.5-5 centimetara. Cvjetovi rastu u jesen, između rujna i studenog, te imaju pet lapova i pet latica. Mirisni su, te su svjetloružičaste boje. 

## Vanjske poveznice
- Galerija fotografija iz jeruzalemskih botaničkih vrtova  Arhivirana inačica izvorne stranice od 28. ožujka 2012. (Wayback Machine)

Ostali projekti
|  | Zajednički poslužitelj ima još gradiva o temi Cilicijska ciklama |
|  | Wikivrste imaju podatke o taksonu Cilicijska ciklama             |